# Colletoecema magna
Espèce
Colletoecema magna Sonké & Dessein est une espèce de plantes à fleurs dicotylédones de la famille des Rubiaceae, du genre Colletoecema, endémique du Cameroun. 

## Description
C’est un arbre d’environ 8 m, qui croît dans la forêt.

## Distribution
L'espèce est native du Cameroun, où on la trouve sur le massif de Ngovayang.